# Geminina
La geminina (Geminin o GMNN) è una proteina coinvolta nell'inibizione della replicazione del DNA.
La geminina è una proteina nucleare codificata dal gene GMNN presente nella maggior parte degli eucarioti e altamente conservata tra le specie. La geminina svolge vari ruoli nella regolazione del ciclo cellulare dei metazoi, della proliferazione cellulare, e del differenziamento cellulare.

## Storia
Geminin fu inizialmente scoperta in estratti di uova di Xenopus e venne riconosciuto come inibitore del caricamento sul DNA del complesso MCM2-7. Fu contemporaneamente individuato come substrato di APC (anaphase promoting complex).

## Struttura
La geminina è una proteina nucleare costituita da circa 200 aminoacidi con un peso molecolare di circa 25 kDa. Esso contiene un dominio coiled-coil a cerniera di leucine. Non ha alcuna attività enzimatica nota né motivi di legame al DNA.

## Funzione
Presente in tutti i metazoi, ma apparentemente non in lievito, la geminina inibisce la  formazione del complesso di pre-replicazione sequestrando Cdt1 in un complesso inattivo che non è  in grado di interagire con il complesso MCM2-7. Studi di cristallografia hanno  dimostrato che la geminina non inibisce il legame di Cdt1 al pre-RC, bensì forma  un omodimero attraverso un dominio di tipo coiled-coil, con il quale lega Cdt1  in un'ampia regione creando una barriera sterica all'interazione con il complesso MCM2-7.
La geminina è inattivata mediante degradazione ed ubiquitinazione nel passaggio dalla metafase all'anafase. Questo, unitamente alla degradazione delle cicline mitotiche, avvia una nuova fase dove è consentito il licensing delle origini di replicazione. Un modello prevede che la geminina venga reclutata da Cdt1 non appena avvenuto il firing, impedendo immediatamente un nuovo licensing.
Accanto al ruolo di inibitore del licensing, la geminina è stata proposta anche come elemento coinvolto nei processi di sviluppo embrionale. Essa è in grado, infatti, di associarsi all'omeobox di un certo numero di geni ''Hox'' e di inibire la loro capacità di legare il DNA per agire da attivatori della trascrizione genica.